# 張桓 (元朝)
張桓（？—？），字彥威，真定藁城人氏，元代官員。

## 生平
張桓隨父親居於汝寧府。其後以國子生身份獲任命為滑州白馬縣縣丞，不久補任中書掾，再被擢升為國子典簿，此後又出任陝西行臺監察御史，卻因進諫不當而離職。
後來，汝寧府有盜匪橫行，張桓往確山避難。賊徒早聽過張桓的名聲，於是襲擊確山，擒獲張桓，並聯群拜請張桓擔當山寨之主。張桓拒絕群盜的要求，於是被囚禁了六日，然後被押到賊眾的首領面前。張桓看到賊人的首領，毫不畏懼，直接在榻上就座，並與賊首針對順逆之理作激烈的爭論。群賊拉起張桓，強逼他跪下，張桓仰天大叫，大罵群賊，語氣愈加嚴厲，更向賊人的頭面吐口水。賊人雖然忿怒，但仍不想殺掉張桓，向他說：「只要你向我們揖拜賠罪，我們還可以饒你一命。」張桓聽到便怒目相向說：「我尚恨不能親手斬下你們這群逆賊的首級，又豈肯聽從你們的勸誘及威脅而折腰！」群賊知道張桓始終不願屈服，便殺掉了他，享年48歲。

## 身后
這群盜賊後來也跟其他人說：「張御史真的是一名鐵漢，殺害他是一件可惜的事！」朝廷知道此事後，追贈張桓為禮部尚書，賜諡號為忠潔。朝廷亦曾以另一名義不從賊的儒生伯顏與張桓並稱。

## 家庭
父親張木，曾任汝寧府知府。

## 評價
- 朵爾直班：「治國之道綱常為重。前西臺御史張桓伏節死義，不污於寇，宜首旌之，以勸來者。」[2]

## 延伸阅读
[在维基数据编辑]
 《元史·卷194》，出自宋濂《元史》